# Městečko (district de Rakovník)
Pour les articles homonymes, voir Městečko.
Městečko (en allemand : Städtel) est une commune du district de Rakovník, dans la région de Bohême-Centrale, en Tchéquie. Sa population s'élevait à 446 habitants en 2020.

## Géographie
Městečko se trouve à 11 km au sud-est de Rakovník, à 18 km au nord-ouest de Beroun et à 46 km à l'ouest de Prague.
La commune est limitée par Ruda au nord, par Lány et Zbečno à l'est, par Křivoklát au sud-est et sud, par Velká Buková au sud-ouest et par Pustověty à l'ouest.

## Histoire
La première mention écrite de la localité date de 1352.

## Transports
Par la route, Městečko se trouve à 14 km de Rakovník, à 26 km de Beroun et à 55 km du centre de Prague.